# Unione Sportiva Pergolettese 1932
Maillots
Actualités
L’Unione Sportiva Pergolettese 1932 est un club italien de football. Il est basé à Crema dans la province de Crémone, en Lombardie et évolue en Serie C (D3) lors de la saison 2025-2026. 

## Historique
L'US Pergolettese est fondée le 18 novembre 1932 par un groupe de passionnés de football : Attilio Braguti, Dante d'Adda, Felice Madeo, Edoardo  Piantelli, Emilio Rebotti et Attilio Scarpini. Le premier président du club se nomme Dafne Bernardi.

## Historique des noms
- 1932-1975 : Unione Sportiva Pergolettese
- 1975-1982 : Unione Sportiva Pergocrema 1932
- 1982-1994 : Unione Sportiva Pergocrema
- 1994-2002 : Unione Sportiva Cremapergo 1908
- 2002-2012 : Unione Sportiva Pergocrema 1932
- 2012- : Unione Sportiva Pergolettese 1932

## Palmarès
- Serie C2 : 
  - Champion : 1979, 2008

- Serie D : 
  - Champion : 1976, 2005

## Anciens joueurs
- Fabio Caserta
- Dario Hübner
- Attilio Lombardo
- Alessio Tacchinardi